# Олжабай батыра
Олжаба́й баты́ра (каз. Олжабай батыр, до 2004 г. — Благода́тное) — аул в Ерейментауском районе Акмолинской области Казахстана. Административный центр сельского округа имени Олжабай батыра. Код КАТО — 114637100.

## География
Аул расположен на берегу реки Олжабай, в южной части района, на расстоянии примерно 42 километров (по прямой) к юго-западу от административного центра района — города Ерейментау.
Абсолютная высота — 392 метров над уровнем моря.
Климат холодно-умеренный, с хорошей влажностью. Среднегодовая температура воздуха положительная и составляет около +3,7°С. Среднемесячная температура воздуха в июле достигает +19,8°С. Среднемесячная температура января составляет около -14,5°С. Среднегодовое количество осадков составляет около 455 мм. Основная часть осадков выпадает в период с мая по август.
Ближайшие населённые пункты: село Енбек — на севере, аул Еркиншилик — на северо-западе.
Близ аула проходит проселочная дорога «Турген — Еркиншилик».

## История
До 1954 года — центр Эркеншиликского района Акмолинской области.
С 2005 года носит имя Олжабай-батыра.

## Население
В 1989 году население аула составляло 1983 человека (из них казахи — 28 %, русские — 26 %, немцы — 25 %).
В 1999 году население аула составляло 1642 человека (870 мужчин и 772 женщины). По данным переписи 2009 года, в ауле проживали 1322 человека (669 мужчин и 653 женщины).
| Численность населения | Численность населения | Численность населения |
| 1989                  | 1999                  | 2009                  |
| --------------------- | --------------------- | --------------------- |
| 1983                  | ↘1642                 | ↘1322                 |

## Улицы[8]
- ул. 30 лет Победы
- ул. Валерия Чкалова
- ул. Владимира Ленина
- ул. Ивана Гнинеко
- ул. им. Кайроллы Жакудина
- ул. им. Шамита Байтуарова
- ул. Казахстанская
- ул. Карагандинская
- ул. Карла Маркса
- ул. Комсомольская
- ул. Сергея Кирова